# جون بارنس
جون بارنس (بالإنجليزية: John Barnes)‏، من مواليد 7 نوفمبر 1963، لاعب كرة قدم إنجليزي سابق، ومدرب كرة قدم إنجليزي.
لعب مع منتخب إنجلترا لكرة القدم.

## مسيرته الكروية
لعب جون بارنس خلال مسيرته الاحترافية مع 4 أندية في تسعة عشر موسمًا وسجل خلالها 155 هدف ضمن 584 مباراة. حيث فاز في موسمين بالكأس وفي موسمين بالدوري.
خاض جون بارنس مسيرته مع نادي واتفورد في موسم 1981–82 ليلعب معه ستة مواسم، مشاركًا في 233 مباراة سجل خلالها 65 هدفًا. ثم انتقل إلى نادي ليفربول في موسم 1987–88 ليلعب معه عشرة مواسم، حيث شارك في 312 مباراة سجل خلالها 84 هدفًا. لينتقل بعدها إلى نادي نيوكاسل يونايتد في موسم 1997–98 ولمدة موسمين، مشاركًا في 27 مباراة سجل خلالها 6 أهداف. ثم انتقل إلى نادي تشارلتون أثلتيك في موسم 1998–99 لمدة موسم واحد، مشاركًا في 12 مباراة ولم يسجل أي هدف.

## روابط خارجية
- جون بارنس على موقع IMDb (الإنجليزية)
- جون بارنس على موقع ألو سيني (الفرنسية)
- جون بارنس على موقع ميوزك برينز (الإنجليزية)
- جون بارنس على موقع ديسكوغز (الإنجليزية)
- جون بارنس على موقع قاعدة بيانات الفيلم (الإنجليزية)
- جون بارنس على موقع كينوبويسك (الروسية)

- جون بارنس على موقع الاتحاد الدولي (مؤرشف)  (الإنجليزية)
- جون بارنس على موقع الاتحاد الأوربي (الإنجليزية)
- جون بارنس على موقع قاعدة بيانات كرة القدم.إي يو (الإنجليزية)
- جون بارنس على موقع ناشيونال فوتبول تيمز (الإنجليزية)
- جون بارنس على موقع Soccerbase.com (لاعب) (الإنجليزية)
- جون بارنس على موقع Soccerbase.com (مدرب) (الإنجليزية)
- جون بارنس على موقع عالم كرة القدم.نت (الإنجليزية)